# Sento Sé
Sento Sé là một đô thị thuộc bang Bahia, Brasil. Đô thị này có diện tích 12871,039 km², dân số năm 2007 là 35432 người, mật độ 2,8 người/km².